# Geografia da saúde
Geografia da saúde é a aplicação das informações geográficas, perspetivas e métodos para o estudo da saúde, das doenças e da assistência médica.

## Visão geral
Inicialmente referida como geografia médica, a geografia da saúde tem no modelo biomédico de saúde e enraizada no Positivismo Lógico o seu principio metodológico. Atualmente existe uma enorme produção e contribuições sobre os vários métodos científicos que refletem a evolução desta ciência. O modelo social ou sócio-ecológico, por exemplo, adota uma abordagem holística à doença e às enfermidades.
A análise espacial é uma área de estudo associada à geografia da saúde que abrange informações e/ou processos de determinações dos locais de contágios, epidemias e outros. Ela analisa os eventos epidemiológicos espaciais ou temporais, mapeando-os através de mapas temáticos. A análise espacial permeia a criação de novos modelos cartográficos e variáveis associadas, sendo uma combinação de dados estatísticos, geográficos e dados computacionais, usando softwares e programas que permitem tal ação. Por meio de bancos de dados e de Sistemas de Informação Geográfica (SIGs), informações como população, Índice de Desenvolvimento Humano (IDH), incidência e prevalência de doenças podem ser visualizadas espacialmente e usadas para análises posteriores que podem explicar pautas epidemiológicas e de saúde em geral.  
É importante destacar que a geografia da saúde também procura compreender a dinâmica dos serviços de saúde, ao pensar o tratamento do indivíduo como um todo e não apenas de componentes do sistema. Desta forma, a organização dos serviços, a distribuição dos equipamentos e os indicadores de saúde serão objetos de estudo. Sob este modelo, novas doenças (por exemplo, doenças mentais) são reconhecidas, e outros tipos de medicina (por exemplo, as complementares ou alternativas) são combinadas com a medicina tradicional.
Essa abordagem metodológica permite a geografia médica e da saúde possa ainda incorporar filosofias como o estruturalismo, interacionismo social, feminismo, etc.

## História da Geografia da Saúde
A relação entre as doenças e o ambiente já era reconhecida há mais de 2000 anos pelo médico grego Hipócrates, em seu tratado “Sobre os Ares, as Águas e os Lugares”. Segundo Hipócrates, as doenças eram transmitidas através de fluídos, como água, ar e sangue, destacando a influência de fatores ambientais sobre o corpo e a saúde do ser humano.  Essa explicação do processo saúde-doença foi chamada de teoria dos miasmas. 
No contexto das Grandes Navegações, ocorridas nos séculos XV e XVI, vários médicos europeus viajavam para as colônias das África, América e Ásia  e realizavam descrições sobre as pessoas e o espaço, as doenças que afligiam a população dessa região, os métodos locais de tratamento e as crenças sobre as causas dessas aflições. Esses relatos ou “levantamentos médico-geográficos” providenciaram informações estratégicas para comerciantes, visitantes e o exército para ocupar e colonizar novas regiões. 
Os marinheiros, os militares, os exploradores e os naturalistas foram os primeiros a exprimir a necessidade do mapa e que atualmente ultrapassa o campo da geografia para o de todas as disciplinas que incluem o espaço e o tempo. O uso da informática, do tratamento das imagens, do auxílio computacional, do tratamento dos dados - mais presentemente -, permite ao pesquisador assumir uma nova dimensão do cartografável.
Uma pesquisa clássica na área da geografia da saúde foi realizada em 1854 quando a cólera se espalhou por Londres. Muitos estavam morrendo e a população temeu que estivesse sendo infectada por vapores vindos do chão. Dr. John Snow pensou que se pudesse localizar a fonte da doença, ela poderia ser contida. Elaborou mapas mostrando as casas das pessoas que haviam morrido de cólera e a localização das bombas de água. Ele descobriu que uma bomba, a bomba pública em Broad Street era central para a maioria das vítimas. Deduziu que a água infectada da bomba era a culpada. Ele instruiu as autoridades a remover o acesso à bomba, tornando-a inutilizável. Após isso o número de novos casos caiu.
O desenvolvimento da teoria microbiana pelo médico alemão Robert Koch (1843-1910) revolucionou a compreensão do processo saúde-doença ao demonstrar que organismos microscópicos chamados de patógenos podem causar doenças específicas. Essa descoberta, embora crucial para a medicina, levou à negligência da influência de outros fatores importantes como o ambiente e as condições de vida. Essa visão reducionista fez com que a relação entre saúde e ambiente fosse amplamente desconsiderada, causando um declínio na produção de conhecimento em Geografia Médica.

## História da Geografia da Saúde no Brasil
As primeiras descrições sobre a distribuição espacial das doenças no território brasileiro foram realizadas por viajantes estrangeiros e naturalistas durante o Brasil Colonial, como o frade André Thevet e o naturalista Johann Spix. Entretanto, foi somente a partir da década de 50, com a intensificação do processo de ocupação e integração do interior do Brasil, que houve um aumento das pesquisas em Geografia Médica, ainda que inicialmente muito ligada a interesses colonialistas e capitalistas. Dentre as pesquisas desenvolvidas nessa época, destaca-se a obra “Geografia da Fome” (1946), do médico brasileiro Josué de Castro. Neste livro, o autor denuncia a fome como um fenômeno social, criticando as explicações deterministas que atribuíam a causa da fome às condições naturais e à superpopulação.   
Muitos trabalhos como o dos professores Oswaldo Paulo Forattini, Samuel Pessoa e Josué de Castro já demonstram a preocupação com o tema, muito mesmo antes de uma Geografia da Saúde definida como ciência. Sempre houve pesquisas com temas diferenciados, todavia, mostrando a preocupação com a saúde pública brasileira e seus contextos. Somente a partir de 2003 foi criado o I Simpósio Nacional de Geografia da Saúde na UNESP de Presidente Prudente - SP. Este evento teve como objetivo:
1. Identificar e analisar as ações investigativas, congregando os pesquisadores que estudam a temática da saúde, tanto em instituições universitárias como em instituições do setor saúde.
2. Propor atividades concretas para criar a articulação permanente entre os interessados no tema. 
3. Avaliar a contribuição da Geografia Brasileira em saúde, situando-a no contexto da produção latinoamericana.
Já no II Simpósio Nacional de Geografia da Saúde, evento realizado no Rio de Janeiro em 2005, trouxe a preocupação de que a Geografia da Saúde era um campo do conhecimento em crescimento e que um dos compromissos primordiais era contribuir para a consolidação do SUS e a redução das desigualdades sociais. No Brasil, diversos eventos no campo da Saúde Coletiva, como os congressos brasileiros de Epidemiologia, e da Geografia, como os encontros nacionais de geógrafos, têm demonstrado o interesse crescente, tanto de sanitaristas quanto de geógrafos, na incorporação de conceitos e no desenvolvimento de metodologias capazes de incluir o espaço geográfico nas análises de situação de saúde e no estabelecimento de políticas públicas de saúde. Por isso, o tema escolhido para nortear as discussões do II Simpósio foi “a geografia e o contexto dos problemas de saúde”. Desta forma, os objetivos do encontro foram:
1. Avaliar e divulgar a produção científica sobre geografia e saúde no Brasil.
2. Promover o intercâmbio entre pesquisadores e entre métodos utilizados pela geografia da saúde.
3. Incentivar a incorporação de abordagens geográficas nas temáticas de saúde coletiva.
4. Incentivar a difusão da geografia da saúde e sua incorporação ao currículo de formação de geógrafos e profissionais de saúde.
Em 2007, o III Simpósio Nacional de Geografia da Saúde reforçou o âmbito internacional do evento. A participação de colegas/equipes de vários países (em particular da Argentina, Cuba e Portugal), reafirmou a vocação internacional do mesmo. Assim, a realização do III Simpósio Nacional e do II Fórum Internacional de Geografia da Saúde  foi na cidade de Curitiba, numa promoção conjunta da UFPR / UEL / UEM. Também diferentemente dos anteriores, o evento não teve objetivos, a coordenação adotou um tema geral para conduzir a discussão do simpósio. O tema geral do evento foi “Geografia, Medicina e Saúde: Do diálogo de saberes aos desafios da espacialização do processo saúde-doença”. Esta temática geral encontra-se sub-estruturada em cinco eixos temáticos nos quais tanto os avanços teórico-metodológicos quanto os estudos de casos poderão explicitar abordagens que coloquem em evidência o estado da arte da geografia médica e da saúde no Brasil e no exterior; os trabalhos a serem apresentados e debatidos possam, almeja-se, contribuir para minimizar os problemas de saúde da população e para uma maior eficácia das políticas de saúde. O debate ajudou a pensar para além das especificidades disciplinares.  Alguns detalhes da multicausalidade das doenças e da multi-interdisciplinaridade envolvida neste conhecimento são merecedores de maior atenção, tais como a linguagem necessária para a promoção do trabalho conjunto e do intercâmbio de experiências, conhecimentos e ideias, o que ficou evidente nas discussões do evento.

## Áreas de estudo
A geografia da saúde pode fornecer entendimento espacial da saúde de uma população, a distribuição de doenças em uma área, e os efeitos ambientais na saúde e nas doenças. Trata também da acessibilidade à assistência médica e à distribuição de provedores da assistência. Esta área é considerada um campo interdisciplinar da geografia, no entanto, vem buscando entendimento em outros campos como epidemiologia, estatística, geoprocessamento, sociologia, biogeografia e climatologia.

### Geografia do fornecimento de assistência médica
Apesar da assistência médica ser um bem público, não é 'pura'. Em outras palavras, não é igualmente disponível para todos os indivíduos. A geografia da assistência médica trata muito desta questão. A demanda por serviços públicos é continuamente distribuída no espaço, amplamente de acordo com a distribuição da população, mas estes serviços são providos somente em localizações específicas. Inevitavelmente, existirão desigualdades no acesso em termos práticos da utilização dos serviços, dos custos de transporte, tempo de viagem, entre outros. Fatores geográficos ou "locacionais" (por exemplo, proximidade física e tempo de viagem) não são os únicos aspectos que influenciam no acesso à assistência médica. Outros tipos (ou dimensões) de questões de acesso à assistência médica, além do geográfico, são o social, financeiro e funcional. A acessibilidade social à assistência médica depende da raça (como em hospitais separados para brancos ou negros), idade, sexo e outras características sociais dos indivíduos, sendo também importante a relação entre pacientes e médicos. A financeira depende do preço da assistência médica particular e a funcional reflete a quantidade e a estrutura dos serviços providos. Isso pode variar entre os diferentes países e regiões do mundo. O acesso à assistência médica é influenciado também por fatores como horários de funcionamento e listas de espera que possuem um importante papel na determinação dos indivíduos ou sub-grupos da população que podem ter acesso à assistência. Este último tipo de acessibilidade é chamado de "acessibilidade efetiva".
A localização das instalações de assistência médica dependem amplamente da natureza do sistema de assistência em operação, e será pesadamente influenciado por fatores históricos por causa do alto custo dos investimentos em hospitais e cirurgias. A simples distância será mediada por fatores organizacionais como a existência de um sistema de referências pelo qual pacientes sejam direcionados para partes particulares dos hospitais pelos clínicos gerais. O acesso à assistência primária é então um componente muito significativo do acesso ao sistema todo. Em um sistema de saúde "planejado", é de se esperar uma distribuição das instalações correspondente à distribuição da demanda, de maneira justa. Em contraste, um sistema orientado pelo mercado pode ter seu padrão locacional refletindo outros setores de negócios. Pode-se tentar medir tanto a acessibilidade potencial ou acessibilidade real, mas deve-se notar que existe um padrão bem estabelecido de utilização crescente de acordo com o acesso (por exemplo, pessoas que possuem acesso mais fácil à assistência médica a utilizam mais frequentemente).

## Geografia dos Serviços de Saúde
A Geografia dos Serviços de Saúde trata da distribuição dos serviços de saúde existentes, bem como possibilita compreender a variação na utilização a partir dos fluxos dos usuários. Além disso, ela torna possível a apreensão da cobertura, concentração, demanda, falta de acesso, articulação, integração, impacto, debilidade dos serviços de saúde.
A abordagem geográfica de saúde-doença se faz a partir das relações entre diferentes grupos e instituições sociais, bem como na gestão dos recursos de saúde, isto é, a Geografia dos Serviços de Saúde faz-se a partir da administração dos componentes infra estruturais e dos recursos humanos no Sistema de Atenção à Saúde. A saúde pública pode contribuir na análise dos serviços de saúde no sentido de caracterizar a organização de dados dos serviços sobre os níveis de saúde da população.

## Geógrafos anglofônicos da saúde
- Jonathan Mayer[10]
- Melinda Meade
- Ellen Cromley
- Anthony C. Gatrell
- Jim Dunn
- Robin Kearns[11]
- Sara McLafferty
- Graham Moon[12]
- Gerard Rushton
- W.F. (Ric) Skinner

## Geógrafos da saúde brasileiros
- Josué de Castro
- Milton Santos
- Carlos da Silva Lacaz
- Francisco Chiaravalloti Neto
- Helena Ribeiro